# 宜山路 (上海)
宜山路是中華人民共和國上海市徐匯區和閔行區一條東西走向道路，道路西起龍茗路，東至虹橋路。路名來自於广西壮族自治区河池市宜山縣。道路原址是名為蒲汇塘的河流。1957年，蒲汇塘被填埋，宜山路開始修建。道路沿途有上海市第六人民医院和漕河泾新兴技术开发区。